# Toni Innauer
Toni Innauer, właśc. Anton Innauer (ur. 1 kwietnia 1958 w Bezau) – austriacki skoczek narciarski, dwukrotny medalista olimpijski, wicemistrz świata w lotach oraz zdobywca Pucharu KOP.

## Kariera
W sezonie 1975/1976 wygrał niespodziewanie, jako 17-latek, trzy konkursy w ramach Turnieju Czterech Skoczni, ale słaby wynik w trzecim konkursie w Innsbrucku sprawił, że w całym turnieju zajął dopiero 4. miejsce. Był to czwarty i ostatni przypadek, aby skoczek wygrał trzy konkursy, a mimo to nie wygrał całego turnieju.
W 1976 roku wziął udział w igrzyskach olimpijskich w Innsbrucku, gdzie zdobył srebrny medal na dużej skoczni (tej samej, na której półtora miesiąca wcześniej stracił szansę wygrania Turnieju Czterech Skoczni), przegrywając jedynie z Karlem Schnablem. Na tych samych igrzyskach zajął siódme miejsce na skoczni normalnej. Cztery lata później, podczas igrzysk w Lake Placid był najlepszy na skoczni normalnej, a na dużym obiekcie zajął czwarte miejsce, przegrywając walkę o brązowy medal z Jarim Puikkonenem.
Do innych sukcesów Innauera należy między innymi srebrny medal zdobyty na mistrzostwach świata w lotach narciarskich w Vikersund (1977), gdzie lepszy był tylko Walter Steiner. Ponadto Innauer dwukrotne pobił rekord świata w długości skoku, skacząc najpierw 174 m, a następnie 176 m. Przeszedł do historii jako pierwszy skoczek, który zdobył za styl skoku pięć najwyższych not, co miało miejsce w 1976. W 1978 wystartował na mistrzostwach świata w Lahti, jednak indywidualnie zajął tam odległe miejsca. W konkursie drużynowym Austriacy z Innauerem w składzie zajęli czwarte miejsce. Mistrzostwa świata w Oslo (1982) były ostatnią dużą imprezą sportową w jego karierze – zajął tam 29. miejsce na normalnej skoczni.
Karierę sportową zakończył w 1982 roku wieku zaledwie 23 lat z powodu kontuzji.

## Igrzyska olimpijskie
| Miejsce | Dzień     | Rok  | Miejscowość | Konkurs                         | Wynik     | Strata   | Zwycięzca             |
| ------- | --------- | ---- | ----------- | ------------------------------- | --------- | -------- | --------------------- |
| 7.      | 7 lutego  | 1976 | Innsbruck   | Skocznia normalna indywidualnie | 233,5 pkt | 18,5 pkt | Hans-Georg Aschenbach |
| 2.      | 15 lutego | 1976 | Innsbruck   | Skocznia duża indywidualnie     | 232,9 pkt | 1,9 pkt  | Karl Schnabl          |
| 1.      | 17 lutego | 1980 | Lake Placid | Skocznia normalna indywidualnie | 266,3 pkt | –        | –                     |
| 4.      | 23 lutego | 1980 | Lake Placid | Skocznia duża indywidualnie     | 245,7 pkt | 25,3 pkt | Jouko Törmänen        |

## Mistrzostwa świata
| Miejsce | Dzień     | Rok  | Miejscowość | Konkurs                         | Wynik     | Strata   | Zwycięzca      |
| ------- | --------- | ---- | ----------- | ------------------------------- | --------- | -------- | -------------- |
| 24.     | 18 lutego | 1978 | Lahti       | Skocznia normalna indywidualnie | 222,6 pkt | 30,6 pkt | Matthias Buse  |
| 38.     | 26 lutego | 1978 | Lahti       | Skocznia duża indywidualnie     | 190,4 pkt | 66,2 pkt | Tapio Räisänen |
| 4.      | 22 lutego | 1978 | Lahti       | Skocznia normalna drużynowo     | 382,8 pkt | 61,0 pkt | NRD            |
| 29.     | 21 lutego | 1982 | Oslo        | Skocznia normalna indywidualnie | 218,4 pkt | 30,9 pkt | Armin Kogler   |

## Mistrzostwa świata w lotach
| Miejsce | Dzień     | Rok  | Miejscowość | Konkurs            | Wynik     | Strata   | Zwycięzca      |
| ------- | --------- | ---- | ----------- | ------------------ | --------- | -------- | -------------- |
| 2.      | 20 lutego | 1977 | Vikersund   | Loty indywidualnie | 547,0 pkt | 17,5 pkt | Walter Steiner |

## Puchar Świata

### Miejsca w klasyfikacji generalnej
| Sezon     | Miejsce |
| --------- | ------- |
| 1979/1980 | 9.      |

### Miejsca na podium chronologicznie
| Nr | Data             | Miejscowość       | Skocznia             | Nota      | Pozycja | Strata    | Zwycięzca    |
| -- | ---------------- | ----------------- | -------------------- | --------- | ------- | --------- | ------------ |
| 1. | 27 grudnia 1979  | Cortina d’Ampezzo | Italia K90           | 250.0 pkt | 1.      | –         | –            |
| 2. | 20 stycznia 1980 | Thunder Bay       | Normal Thunder       | 247.5 pkt | 3.      | -12.7 pkt | Armin Kogler |
| 3. | 2 marca 1980     | Engelberg         | Gross-Titlis-Schanze | 251.5 pkt | 1.      | –         | –            |

### Miejsca w poszczególnych konkursachPucharu Świata
| Sezon 1979/1980                                          |            |                        |           |               |         |         |             |             |          |          |              |              |              |        |           |           |       |       |       |      |         |         |               |               |        |
| Cortina d’Ampezzo                                        | Oberstdorf | Garmisch-Partenkirchen | Innsbruck | Bischofshofen | Sapporo | Sapporo | Thunder Bay | Thunder Bay | Zakopane | Zakopane | Saint-Nizier | Saint-Nizier | Sankt Moritz | Gstaad | Engelberg | Vikersund | Lahti | Lahti | Falun | Oslo | Planica | Planica | Štrbské Pleso | Štrbské Pleso | punkty |
| 1                                                        | 21         | 36                     | 71        | 20            | 19      | 16      | 4           | 3           | -        | -        | -            | -            | -            | 4      | 1         | -         | 29    | 10    | 17    | 18   | -       | -       | -             | -             | 95     |
| Legenda                                                  |            |                        |           |               |         |         |             |             |          |          |              |              |              |        |           |           |       |       |       |      |         |         |               |               |        |
| 1 2 3 4-10 11-15 poniżej 15 – – zawodnik nie wystartował |            |                        |           |               |         |         |             |             |          |          |              |              |              |        |           |           |       |       |       |      |         |         |               |               |        |

## Zawody FIS

### Miejsca na podium
1. Oberstdorf (30 grudnia 1975 r.) – 1. miejsce,
2. Garmisch-Partenkirchen (1 stycznia 1976 r.) – 1. miejsce,
3. Bischofshofen (6 stycznia 1976 r.) – 1. miejsce,
4. Oberstdorf (30 grudnia 1976 r.) – 1. miejsce,
5. Cortina d’Ampezzo (1 stycznia 1979 r.) – 1. miejsce,
6. Garmisch-Partenkirchen (1 stycznia 1977 r.) – 2. miejsce,
7. Innsbruck (4 stycznia 1977 r.) – 3. miejsce.

## Po zakończeniu kariery
Toni Innauer po zakończeniu kariery sportowej studiował psychologię, filozofię i sport, a w latach 1989–1992 oraz w latach 2001–2002 (zastąpił tragicznie zmarłego 4 lutego 2001 roku Aloisa Lipburgera) z sukcesami prowadził reprezentację Austrii. Obecnie pracuje w Austriackim Związku Narciarskim.
Sukcesy podopiecznych Innauera w Austrii w latach 1989–1992 oraz w latach 2001–2002 (chronologicznie)
| Medal | Zawodnik           | Zawody                      | Rok  |
| ----- | ------------------ | --------------------------- | ---- |
|       | Ernst Vettori      | Puchar Świata               | 1990 |
|       | Andreas Felder     | Puchar Świata               | 1990 |
|       | Austria            | Puchar Narodów              | 1990 |
|       | Andreas Felder     | Turniej Czterech Skoczni    | 1991 |
|       | Heinz Kuttin       | Mistrzostwa świata          | 1991 |
|       | Andreas Felder     | Puchar Świata               | 1991 |
|       | Stefan Horngacher  | Puchar Świata w lotach      | 1991 |
|       | Austria            | Puchar Narodów              | 1991 |
|       | Martin Höllwarth   | Turniej Czterech Skoczni    | 1992 |
|       | Werner Rathmayr    | Turniej Czterech Skoczni    | 1992 |
|       | Ernst Vettori      | Igrzyska olimpijskie        | 1992 |
|       | Martin Höllwarth   | Igrzyska olimpijskie        | 1992 |
|       | Austria            | Igrzyska olimpijskie        | 1992 |
|       | Martin Höllwarth   | Igrzyska olimpijskie        | 1992 |
|       | Heinz Kuttin       | Igrzyska olimpijskie        | 1992 |
|       | Andreas Goldberger | Mistrzostwa świata w lotach | 1992 |
|       | Werner Rathmayr    | Puchar Świata               | 1992 |
|       | Andreas Felder     | Puchar Świata               | 1992 |
|       | Werner Rathmayr    | Puchar Świata w lotach      | 1992 |
|       | Andreas Goldberger | Puchar Świata w lotach      | 1992 |
|       | Andreas Felder     | Puchar Świata w lotach      | 1992 |
|       | Austria            | Puchar Narodów              | 1992 |
|       | Martin Höllwarth   | Mistrzostwa świata          | 2001 |
|       | Austria            | Mistrzostwa świata          | 2001 |
|       | Austria            | Mistrzostwa świata          | 2001 |
|       | Austria            | Puchar Narodów              | 2001 |
|       | Martin Höllwarth   | Turniej Czterech Skoczni    | 2002 |
|       | Austria            | Puchar Narodów              | 2002 |

## Życie prywatne
Syn Toniego Innauera – Mario (ur. 1990) również był skoczkiem narciarskim.